# Roland Stauder
Roland Stauder (ur. 1 maja 1972) – włoski kolarz górski i szosowy, wicemistrz Europy w kolarstwie górskim.

## Kariera
Największy sukces w karierze Roland Stauder osiągnął w 2004 roku, kiedy zdobył srebrny medal w maratonie podczas mistrzostw Europy w Wałbrzychu. W zawodach tych wyprzedził go tylko Francuz Thomas Dietsch, a trzecie miejsce zajął Austriak Alban Lakata. Ponadto w sezonie 2006, zajął trzecie miejsce w klasyfikacji maratonu Pucharu Świata w kolarstwie górskim. W klasyfikacji tej lepsi okazali się jedynie Kolumbijczyk Héctor Páez i Thomas Dietsch. Dwukrotnie stawał na podium zawodów PŚ, ale nie odniósł zwycięstwa. Startował także w kolarstwie szosowym, ale bez większych sukcesów.